# Contremoulins
Contremoulins é uma comuna francesa na região administrativa da Normandia, no departamento de Sena Marítimo. Estende-se por uma área de 4,36 km². Em 2010 a comuna tinha 162 habitantes (densidade: 37,2 hab./km²).